# USS Oscar Austin (DDG-79)
L’USS Oscar Austin (DDG-79) est un destroyer américain de la classe Arleigh Burke, admis au service actif le 19 août 2000 et actuellement en service dans l'United States Navy, faisant partie du Carrier Strike Group 10. Il est nommé d'après Oscar P. Austin (1949-1969), un membre du Corps des Marines des États-Unis tué pendant la guerre du Viêt Nam et récompensé de la Medal of Honor à titre posthume. 
Il a été construit au chantier naval Bath Iron Works dans le Maine. Il a participé en 2002 à l'Opération liberté irakienne.